# Oxycirrhites typus
Oxycirrhites typus (Bleeker, 1857) è un pesce osseo appartenente alla famiglia Cirrhitidae, unico membro del genere Oxycirrhites.

## Distribuzione e habitat
Questa specie è diffusa nell'Indo-Pacifico dal mar Rosso e il Sudafrica alle Hawaii, al Giappone meridionale e alla Nuova Caledonia. È presente anche nel Pacifico orientale tra il golfo di California e il nord della Colombia e alle isole Galápagos. Non sembra essere una specie comune in nessun punto del suo vasto areale.
O. typus popola le cadute rocciose verticali a profondità tra 10 e i 100 metri di profondità ma è raro sopra i 25 metri, in zone battute dalle correnti. Si incontra quasi sempre fra le ramificazioni delle gorgonie e dei coralli neri tra cui si mimetizza.

## Descrizione
Questa specie ha un aspetto caratteristico e inconfondibile. La sagoma è snella con muso allungato e appuntito; il corpo si alza leggermente dietro gli occhi. La pinna dorsale è alta, con 10 raggi spinosi allungati. La pinna caudale, biloba, è di dimensioni medio piccole, portata su un peduncolo caudale piuttosto tozzo. La livrea ha sfondo biancastro o roseo molto chiaro con diverse linee rosso vivo longitudinali complete o non che si intersecano con altre linee verticali dello stesso colore a formare un reticolo a maglie quadrate. Punti e brevi linee rosse sono disposte sulla testa e il muso, sulla pinna dorsale e sulla caudale. Le altre pinne sono incolori.
Misura fino a 13 centimetri di lunghezza.

## Biologia

### Comportamento
Fa vita solitaria o in gruppetti di pochi individui. È un animale sedentario e territoriale. Ha uno stile di vita bentonico.

### Alimentazione
Si nutre di piccoli invertebrati, soprattutto crostacei, sia bentonici che planctonici.

### Riproduzione
L'ipotesi che deponesse le uova sul fondo è stata smentita da osservazioni subacquee durante la deposizione di uova pelagiche. Forma coppie monogame.

## Conservazione
O. typus è una specie poco frequente in tutto l'areale. Non rivestendo alcuna importanza per la pesca l'unico prelievo effettuato è quello di esemplari vivi per il mercato degli acquari, che è molto modesto ed è molto improbabile che possa portare a rarefazione delle popolazioni. Anche il suo habitat non legato alle barriere coralline ma a fondali più profondi e ad acque più fresche mette al riparo questa specie dagli effetti dei cambiamenti climatici. Per questi motivi la Lista rossa IUCN classifica O. typus come "a rischio minimo".